# Convención Bautista del Sur
La Convención Bautista del Sur (CBS), en inglés, Southern Baptist Convention (SBC), es una asociación cristiana evangélica de iglesias bautistas de tendencia moderadamente conservadora originada en Estados Unidos. El término "del sur" se refiere al hecho de haber sido fundada en el sur de EE. UU. La Convención Bautista del Sur se convirtió en una denominación en 1845 en Augusta, Georgia, a raíz de una división regional con los Bautistas del Norte sobre la cuestión de la esclavitud en los estados del sur de Estados Unidos. El nombre "Convención Bautista del Sur" se refiere tanto a la denominación como a su reunión anual de los 'mensajeros', personas que son elegidas por las distintas congregaciones a asistir a la reunión anual como representantes de las iglesias locales. La Convención Bautista del Sur se compone de numerosos organismos incluyendo seis seminarios, dos juntas de misiones y una variedad de otras organizaciones, como el Comité Ejecutivo de los Bautistas del Sur.
La Convención Bautista del Sur es la mayor entidad bautista en el mundo, la mayor denominación protestante en Estados Unidos con 46,876 iglesias y 12,722,266 miembros. Los Bautistas del Sur hacen hincapié en la importancia de la experiencia de la conversión individual, incluido el bautismo por inmersión en las aguas y el correspondiente rechazo del bautismo infantil. Las iglesias de la Convención Bautista del Sur son evangélicas en la doctrina y la práctica. Algunas creencias específicas sobre la base de interpretación bíblica pueden variar un poco debido al sistema de gobierno congregacional que da autonomía a las iglesias Bautistas del Sur locales. Históricamente, los Bautistas del Sur han desempeñado un papel clave en el fomento de la libertad religiosa y la separación de iglesia y estado.
Aunque todavía está muy concentrada en el sur de EE. UU., la Convención Bautista del Sur tiene iglesias por todo el país y sus territorios y cuenta con 42 convenciones estatales a partir de una expansión sostenida desde la década de 1940.

## Historia

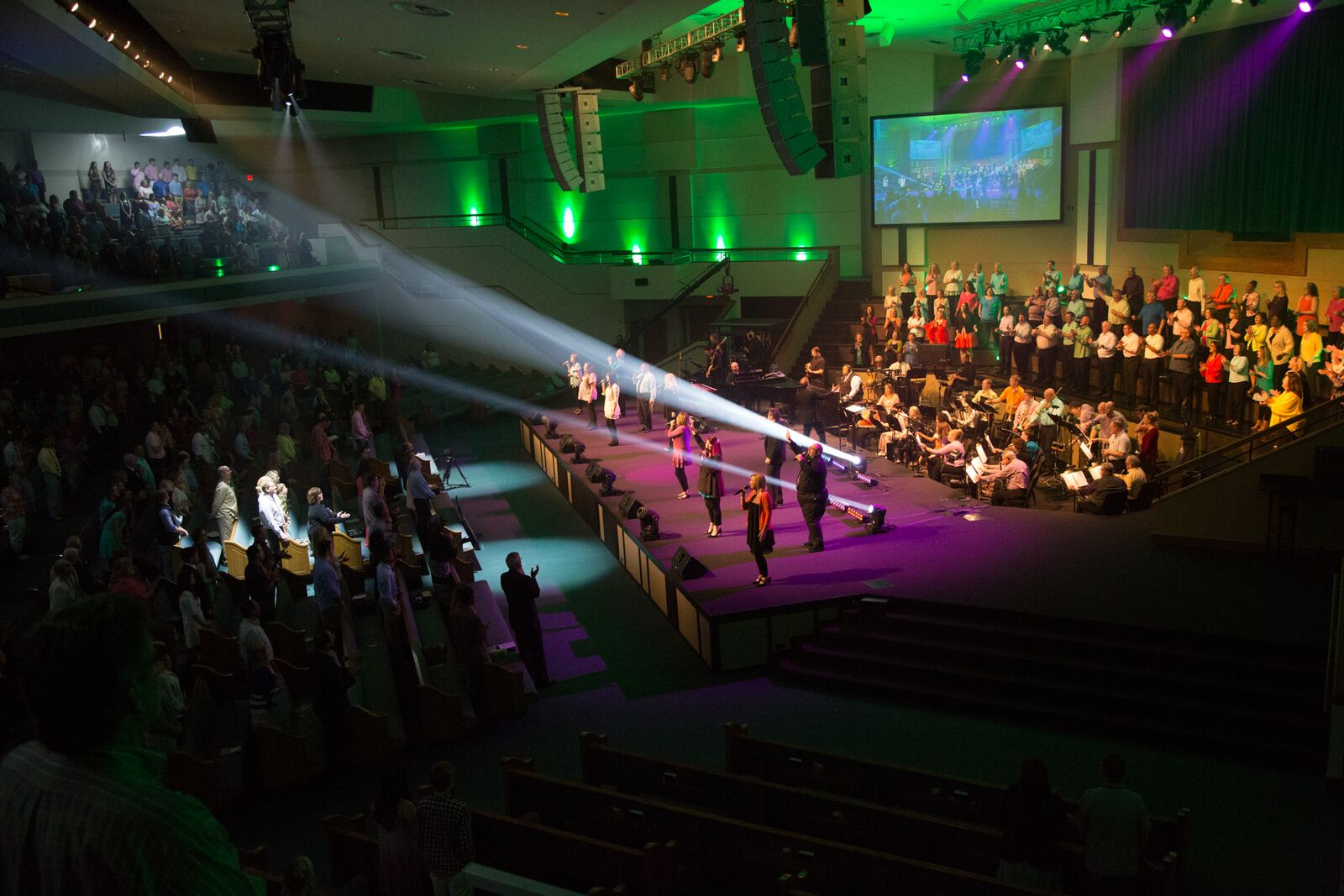
Servicio en la Grace Baptist Church de Knoxville, afiliada a la Convención, 2016.

La mayoría de los bautistas de las colonias inglesas en los actuales Estados Unidos llegaron de Inglaterra durante el siglo XVII, cuando la monarquía y el Estado perseguían a la iglesia por mantener visiones religiosas disidentes a la oficial. Bautistas, como Roger Williams y el doctor John Clarke, emigraron a Nueva Inglaterra en la década de 1630.
La más antigua iglesia Bautista del Sur fue establecida en Charleston, Carolina del Sur, en 1682 bajo la dirección del Reverendo William Screven. Una Iglesia Bautista se formó en la colonia de Virginia en 1715 a través del ministerio de Robert Norden, y otra en Carolina del Norte en 1727 a través del ministerio de Paul Palmer. En 1740, había cerca de ocho iglesias bautistas en las colonias de Carolina del Norte, Carolina del Sur y Virginia, con una estimación de 300-400 miembros.
En la mayoría de Virginia y el sur de las colonias antes de la Revolución, la Iglesia anglicana era la iglesia estatal establecida y apoyada por los impuestos generales, como lo era en Gran Bretaña. El gobierno colonial se opuso a la rápida propagación de los bautistas. Muchos predicadores bautistas fueron procesados por "perturbar la paz" por la predicación sin licencia de la Iglesia anglicana, particularmente en Virginia. Tanto Patrick Henry como James Madison defendieron a los predicadores bautistas antes de la Revolución, en los casos considerados importantes para la historia de la libertad religiosa. Madison tomó más tarde sus ideas sobre la importancia de la libertad religiosa a la Convención Constituyente del incipiente estado, donde se garantizaba que se incorporarían en la eventual Constitución. Una vez comenzada la Revolución, los bautistas fueron parte importante en la gesta patriótica.
La Convención se fundó en 1845 en  Augusta, en Georgia, después de la separación de la Convención Trienal (ahora Iglesias Bautistas Americanas USA) por los bautistas que apoyaban la esclavitud y no estaban de acuerdo con el abolicionismo de los bautistas en el norte de los Estados Unidos.
Los bautistas luchaban para establecer un sólido liderato en el sur. La siguiente generación de predicadores bautistas se fue integrando en la sociedad. En lugar de impugnar la burguesía por su apoyo a la esclavitud, comenzaron a interpretar la Biblia de manera que apoyaran su práctica. En las dos décadas siguientes a la Revolución, los predicadores abandonaron sus sermones a los plantadores para que liberaran a sus esclavos. Muchos predicadores bautistas incluso querían preservar los derechos de sus ministros a ser propietarios de esclavos. La Convención Trienal y la Sociedad de Misiones Locales reafirmaron su neutralidad en cuanto al asunto de la esclavitud.
Los bautistas en Georgia quisieron poner a prueba la supuesta neutralidad de esas entidades al recomendar a un propietario de esclavos como misionero de la Sociedad de Misiones Locales en el sur. La junta de la Sociedad se negó a nombrar a un esclavista como misionero, decisión que los bautistas del sur vieron como una violación de sus derechos.
En 1964, Addie Davis se convirtió en la primera mujer pastora ordenada en la Convención.
La Convención Bautista del Sur no renunció oficialmente a utilizar la Biblia para intentar justificar la esclavitud y la supremacía blanca hasta el 20 de junio de 1995, cuando se emitió una "Resolución sobre la Reconciliación Racial".
En 2012, el pastor Fred Luter de la Iglesia Bautista de la Avenida Franklin se convirtió en el primer presidente afroamericano de la convención.

## Estadísticas

### Membresía
Según un censo de la asociación de iglesias en 2024, tiene 46,876 iglesias y 12,722,266 miembros.
La Convención se compone de 1200 asociaciones locales y 41 convenciones estatales y sociedades, cubriendo todos los 50 estados y territorios de Estados Unidos. A través de su "Programa Cooperativo", los Bautistas del Sur apoyan a miles de misioneros en el país y alrededor del mundo. Tenían más de 3,532 misioneros en 2022.

### Pérdida del número de miembros
Datos de las iglesias e investigaciones independientes indican que, desde 1990, el número de miembros de las iglesias de la Convención ha caído en relación con la población estadounidense. Históricamente, la Convención creció hasta alcanzar su máximo en 2007, cuando el número de miembros descendió hasta 40.000. Además, los bautismos dentro de la Convención descendieron cada año, en siete de los últimos años y, con las cifras de 2008, llegaron a su nivel más bajo desde 1987. Ese declive del número de miembros y de bautismos llevó a algunos investigadores de la Convención a describirla como "una denominación en declive". El expresidente de la Convención declaró que si las condiciones actuales continuaban, la mitad de las iglesias de la Convención cerraría sus puertas de forma permanente en torno al año 2030.

## Creencias
La perspectiva teológica general de las iglesias de la Convención Bautista del Sur está representada en el Mensaje de la Fe Bautista (en inglés, Baptist Faith and Message - BF&M). La primera versión de la BF&M era de 1925. Fue revisada significativamente en 1963 y nuevamente en 2000, siendo la última revisión muy controvertida. La BF&M no está considerada como un "credo", tal y como el Credo de Nicea-Constantinopla. Los miembros no se tienen que adherir a ella. Las iglesias pertenecientes a la Convención no tienen que utilizarla como "Declaración de Doctrina" (aunque muchas lo hagan, en vez de crear sus propias Declaraciones"). Aunque la BF&M no sea un "credo", aquellos que quieran servir a través de las agencias misioneras de la Convención deben "afirmar" que sus prácticas, doctrina y predicación son iguales que las de la BF&M.
La convención reúne iglesias fundamentalistas y moderadas.

### Afirmaciones de posicionamiento
El sitio oficial de la Convención Bautista del Sur tiene una lista de diez "Afirmaciones de Posicionamiento" sobre varias cuestiones contemporáneas:
- El Sacerdocio de todos los creyentes - los legos tienen el mismo derecho que los ministros ordenados a la comunicación con Dios, interpretación de las Escrituras y ministración en nombre de Cristo.
- Competencia del Alma - la responsabilidad de cada persona ante Dios.
- Credos y confesiones - afirmaciones de creencia pueden ser vistas a la luz de las Escrituras. La Biblia es la palabra final.
- Mujeres en el ministerio - Las mujeres participan en igualdad con los hombres en el sacerdocio de todos los creyentes. Su papel es crucial, su sabiduría, gracia y compromiso son ejemplares. Las mujeres son parte integral de los cuadros de los Bautistas del Sur, de facultades, equipos misioneros, grupos de escritores y profesionales. El papel del pastor, con todo, está reservado específicamente a los hombres.

En 2022, la Convención aprobó una resolución contra la teología de la prosperidad que considera una distorsión del mensaje de la Biblia y que explota a los enfermos y a los pobres.

### Ordenanzas
Los Bautistas del Sur observan dos ordenanzas: la Cena del Señor y el bautismo del creyente. La denominación hace una distinción teológica entre sus ordenanzas y los sacramentos más familiares. Consideran que ésta se asocie a una conexión con la salvación, pero no creen que sea necesario para salvarse.

#### Cena del Señor
Los Bautistas del Sur observan la Cena del Señor sin un frecuencia establecida. Cada iglesia local decide si se observa cada mes, quincena, etc. Las iglesias tienden a usar pequeños vasos individuales para los participantes en vez de una taza común. Se suele servir zumo de uva en vez de vino. Se sirve tanto pan con levadura como pan ácimo, pero este último es más frecuente.

#### Bautismo
Los Bautistas del Sur practican el bautismo del creyente, también conocido como credo-bautismo (en latín "Creo"). Los Bautistas del Sur mantienen la práctica bautista histórica de administrar el bautismo solo a las personas que han llegado a la "edad de responsabilidad", y los candidatos deben profesar su creencia en Jesucristo como Señor y Salvador. Además, poseen la creencia bautista histórica de que la inmersión es la única forma válida de bautismo.

## Organización misionera
En 1845, se fundó la Junta de Misiones Internacionales, una organización misionera.

## Editor

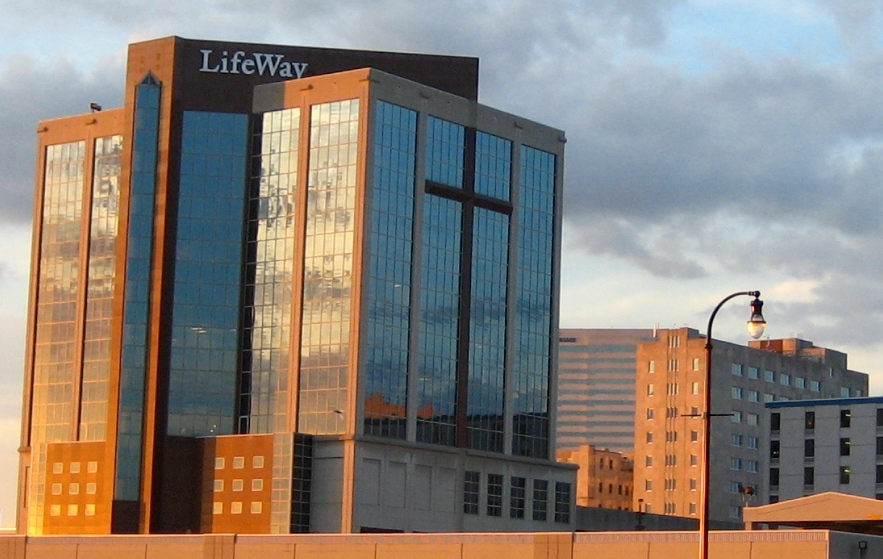
Antigua sede de Lifeway Christian Resources en Nashville, Tennessee.

En 1891, fundó la editorial LifeWay Christian Resources para proporcionar recursos a las iglesias para la escuela dominical.

## Escuelas

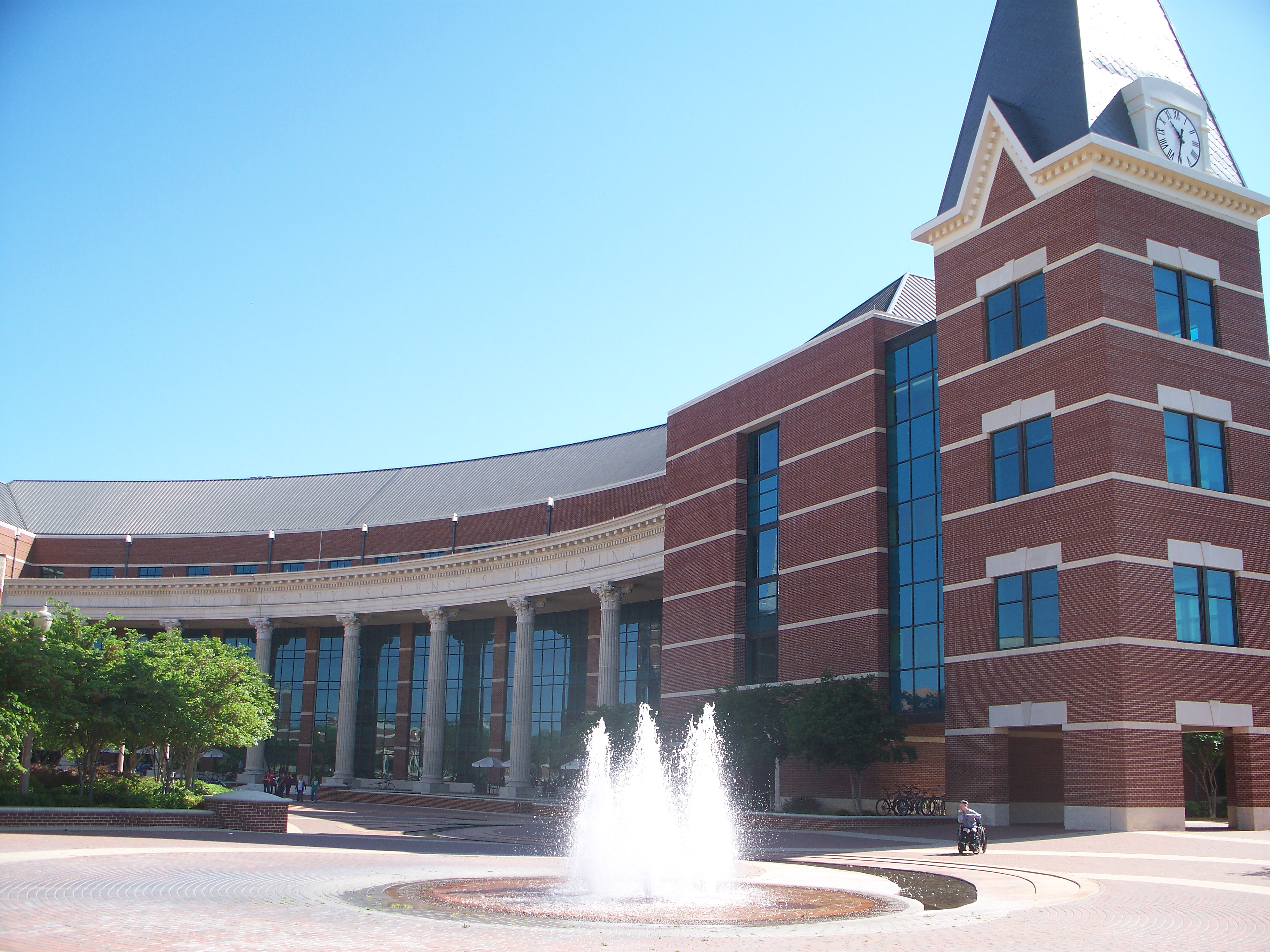
Facultad de Ciencias de la Universidad de Baylor en Waco (Texas), afiliada a la Convención.

La Convención tiene varias escuelas primarias y secundarias afiliadas, reunidas en la Asociación Bautista del Sur de Escuelas Cristianas.
También tiene varias universidades afiliadas.
Tiene 6 institutos teológicos.

## Southern Baptist Disaster Relief

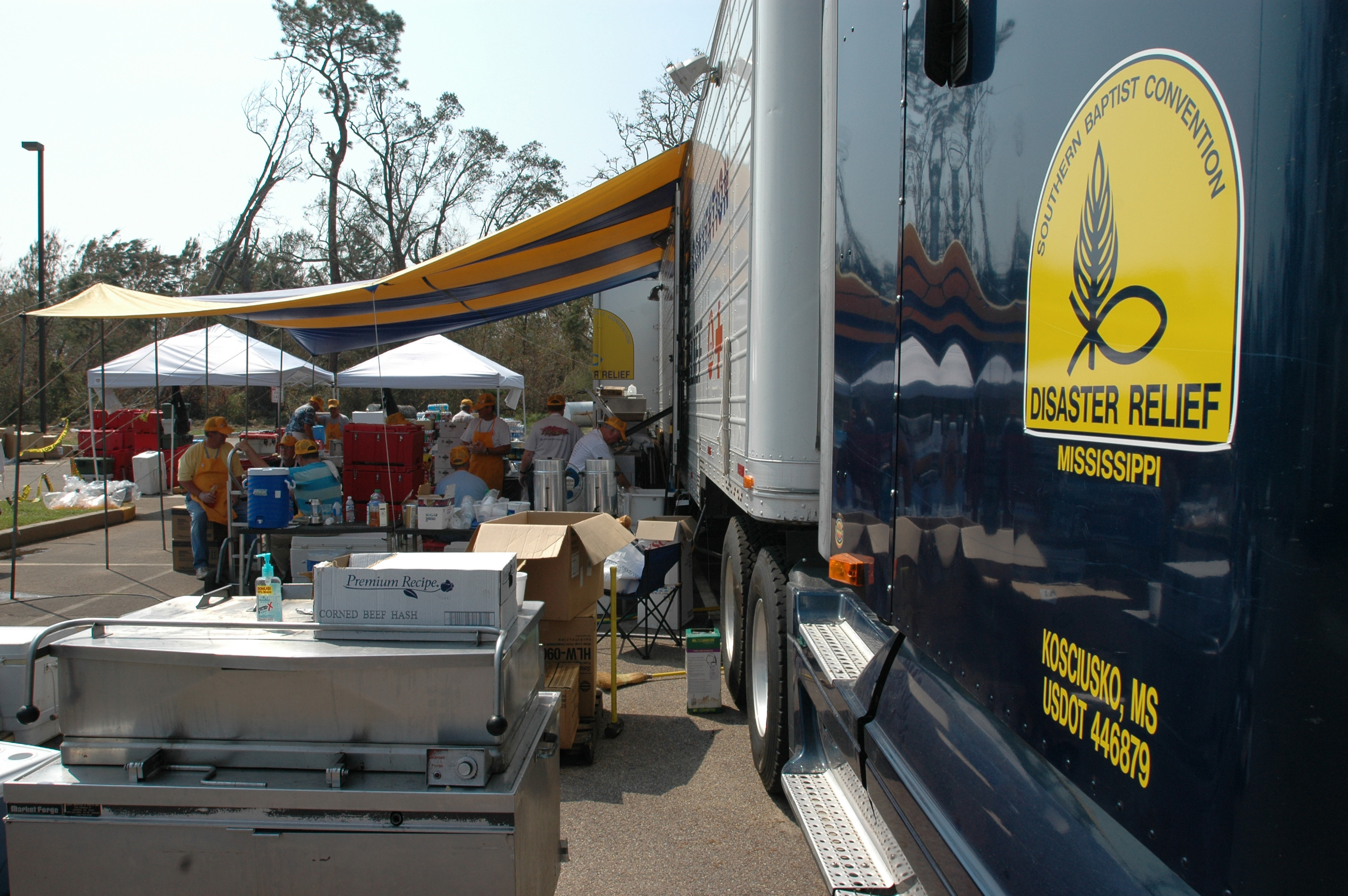
Voluntarios de socorro en casos de desastre de la Convención Bautista del Sur preparan comida en D'Iberville, Mississippi, 12 de septiembre de 2005.

En 1967, fundó la organización humanitaria Southern Baptist Disaster Relief.

## Controversias

### Pastorado Femenino
En 1984, cuando tenía unas 250 mujeres pastoras, la Convención adoptó una resolución que afirmaba la exclusión de las mujeres del liderazgo pastoral. Desde 1987, diversas asociaciones locales y convenciones regionales han excomulgado iglesias que han autorizado el  ministerio pastoral de mujeres, sin la intervención de la Convención sobre el tema. En 2000, la revisión de la confesión de fe de la Convención afirmó que sólo los hombres podían ser pastores. En febrero de 2023, la Convención excomulgó por primera vez a 5 iglesias que han designado mujeres pastoras. La revista American Reformer estimó que la convención tendría 1.844 mujeres pastoras en 2023. En junio de 2023, cuando dos iglesias solicitaron una revisión de la decisión sobre este tema, los representantes de las iglesias presentes en la convención anual votaron por un 88% a favor de mantener esta decisión. 

### LGBTQ
Desde 1992, la Convención ha llevado a cabo excomuniónes de varias iglesias a favor de la inclusión LGBTQ, una creencia que contradice la confesión de fe. En 2018, la Convención Bautista del Distrito de Columbia también fue excomulgada por este motivo.

### Controversia moderada-conservadora/fundamentalista
En julio de 1961, el profesor Ralph Elliott en el Seminario Teológico Bautista del Medio Oeste en Kansas City, publicó un libro titulado El mensaje del Génesis rechazando la noción de inerrancia bíblica.  En la década de 1970, otros profesores de seminario de la Convención quedaron bajo sospecha de cristianismo liberal.
En respuesta a estos acontecimientos, un grupo de pastores liderados por el juez Paul Pressler y el pastor Paige Patterson hizo campaña en conferencias en iglesias por una dirección más conservadora en las políticas de la Convención.  Este grupo logró que su candidato, Adrian Rogers, fuera elegido presidente de la Convención en la reunión anual de 1979. Después de esta elección, los nuevos líderes de la organización reemplazaron a todos los líderes de las agencias bautistas del sur con personas que se decía que eran más conservadoras. Sus iniciadores lo llamaron un "resurgimiento conservador", mientras que sus oponentes moderados lo llamaron una "toma de poder  fundamentalista". En 1984, este grupo participó activamente en la aprobación de una resolución que excluía a las mujeres del liderazgo pastoral. 
En 1987, un grupo de iglesias criticó a los fundamentalistas por controlar el liderazgo y fundó la Alianza de los Bautistas. En 1990, un grupo de iglesias  moderadas criticó la denominación por las mismas razones, así como la oposición al ministerio pastoral de mujeres y fundó la Asociación Cooperativa Bautista en 1991.

### Abuso sexual
En 2019, después de los escándalos de acusaciones de abuso sexual que involucraron al diácono Paul Pressler y de encubrimientos de abusos sexuales que involucraron a la ex presidenta del Seminario Teológico Bautista del Suroeste, Paige Patterson, la escuela retiró las vidrieras que representan a los actores del resurgimiento conservador, ubicadas en la capilla MacGorman. inaugurado en 2011. 
En 2022 se publica un informe solicitado por la misma organización, donde se revela que la Convención encubrió durante años abusos sexuales realizados por algunos de sus líderes. Tras este informe han indicado que trabajarán para lograr cambios.

### Teoría crítica de la raza
En 2020, muchas iglesias afroamericanas abandonaron la denominación debido a la negativa de los líderes a reconocer la teoría crítica de la raza.

## Personalidades famosas pertenecientes a la Convención
- Ted Cruz
- Jerry Falwell
- Elle Fanning
- John Ankerberg
- Ergun Caner
- Dakota Fanning
- Asa Hutchinson
- Billy Graham
- Ron Paul
- Sheldon Cooper
- Eddie Murphy

## Enlaces
- Sitio oficial (inglés)
- Biblioteca y Archivos Históricos de los Bautistas del Sur (inglés)

- Datos: Q1351880
- Multimedia: Southern Baptist Convention / Q1351880